# デザイン・マネジメント
デザイン・マネジメントとは、デザイン資源の戦略的活用を指す概念である。

## 概要
企業経営におけるデザインの意味は物理的な造型行為だけでなく、組織や制度、戦略、さまざまな要素の関係性といった対象を設計することまでをも含んでいる。すなわち、デザインは製品の色や形を決定するだけでなく、統合的な商品企画やブランドの確立、コーポレート・アイデンティフィケーション（CI）確立において重要な役割を担っている。また、近年はイノベーションの誘発がデザインの効果として注目されている。以上のような認識を踏まえると、デザインマネジメントは単なる製造部門の問題ではなく、重要な経営課題と位置づけられよう。

## 目的
デザイン・マネジメントの目的は、デザインを新たな能力として組織的に活用できるよう促し、経営戦略の観点に立って全社的なデザイン戦略を立案、実行して成功に導くことにある。そのためにはデザイン資源の調達や、デザイン資源を活用する組織体制作りが必要となる。さらに、現在はデザインを企業における価値生産の仕組みとして広く捉え、製品やサービスのレベル、イノベーションへの応用、ビジネスモデルのデザインなどを統合したり、企業と市場や社会との関わりにデザインを活用したりする考え方へと、デザインマネジメントの担う領域が拡張している。

## 事例
企業事例を見ていくと、深刻な不振からV字回復を達成した日産自動車では、経営者直下にデザイン部門を位置づけ、デザイン戦略を主軸としてブランドコントロールを実施した。同社では「デザインのメッセージはお客様に届けるまでがデザインの役割」と位置づけ、自動車の開発に留まらずカタログやコマーシャル、ショールームの空間デザインなど、すべての顧客接点に携わっている。株主総会でもデザイン部門がコーディネートを担当した。なお、デザイン部門のトップである中村史郎チーフクリエイティブオフィサーは常務執行役員を務める。
またデザイン経営を標榜するサムスン電子では、CEOが委員長を務めるデザイン委員会を年4回開催し、デザイン戦略を決定しているほか、デザイン部門長が本社の経営陣に名を連ねており、経営戦略に対するデザイン部門の発言力が担保されている。デザイナーの数と質を高める努力もなされており、デザイナーの数は470人と日本の電機メーカーよりもたくさんの人数が確保されている上、海外から外国人教授を招いて社内にデザイナー育成組織を設置している。現役の大学生を選抜してデザイン教育を施すデザインメンバーシップという制度も設けられている。
デザイン・マネジメントで成功したとされる企業の事例では、共通して以下の三要素が観察できると指摘されている。
1　デザイン・ポリシーデザイン・マネジメントに関する企業としての方針や政策。デザイン・ポリシーはいわば、トップレベルにまでデザインの「地位」を引き上げるための宣言でもある。
2 デザイン・マネジメント組織とディレクターデザイン・マネジメントを実行するための具体的な組織、及び統括責任者。
3 デザイン・マネジメント・システムデザイン・ポリシーや組織的な位置づけを受け、デザイン・プロジェクトを具体化していくための社内構造、プロジェクト開発体制、サポートシステム、優秀なデザイナー体制（製造部門を持つ企業であれば自社のデザイナー、そうでなければ外部のネットワーク）など。デザインマニュアルやガイドライン、教育ツール、デザイナーのネットワーク、具体的なデザイン開発プログラム等もこれに含む。

## デザイン経営
デザイン経営はデザインを企業価値向上のための重要な経営資源として活⽤する経営である。2018年に経済産業省・特許庁が発表した「『デザイン経営』宣言」に由来する。
経営レベルで一貫した目的のもとデザインを構築できれば、その会社が提供する全てのサービスが一貫した価値をもち、これは産業競争力に直結するブランディングとなる（ブランド構築に資するデザイン / Design for Branding）。
またユーザー・社会の目線でデザインをおこないフラットな目線で技術選択ができれば、その会社は発明を商品へと昇華させられ、これは産業競争力に直結するイノベーション力となる（イノベーションに資するデザイン / Design for Innovation）。
このようにデザインは産業競争力へ直結する重要な要素であり、経営レベルでマネジメントするに値する。これを明確化した経営手法がデザイン経営である。経営チームへのデザイン責任者配置、戦略構築最上流からのデザイナー関与を必須とする。